# Page (Arizona)
Page è una city degli Stati Uniti d'America situata nell'Arizona, nella contea di Coconino.

## Monumenti e luoghi d'interesse
Page è situata a pochi chilometri dalla Glen Canyon Dam e dal Glen Canyon Bridge, che si trovano sullo sbocco del lago Powell. A sud della città si trova l'Horseshoe Bend, un'ansa del fiume Colorado nota per la forma che ricorda un ferro di cavallo. Ad est si trovano l'Upper Antelope Canyon e il Lower Antelope Canyon.

### Galleria d'immagini

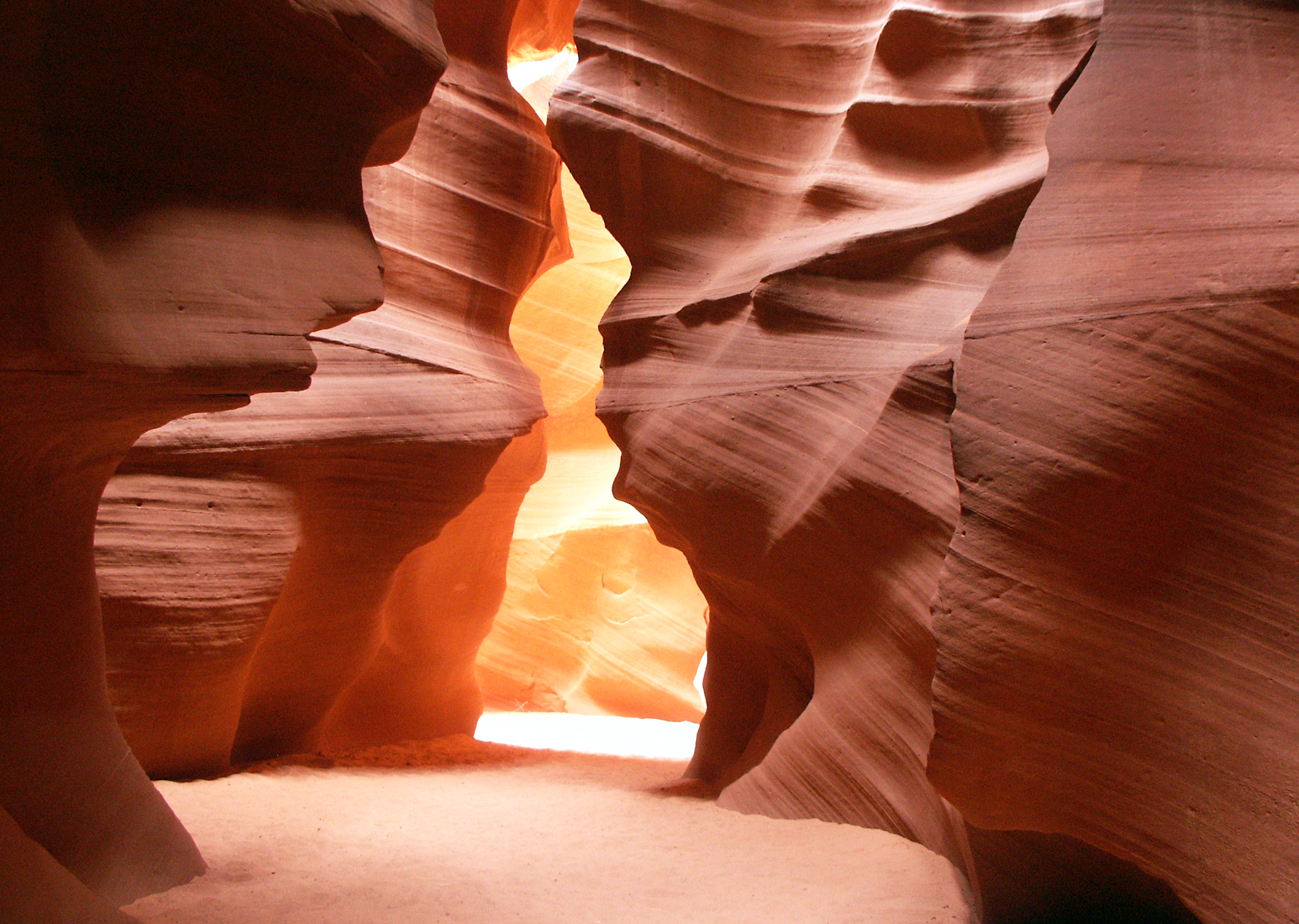
Formazioni rocciose del Lower Antelope Canyon
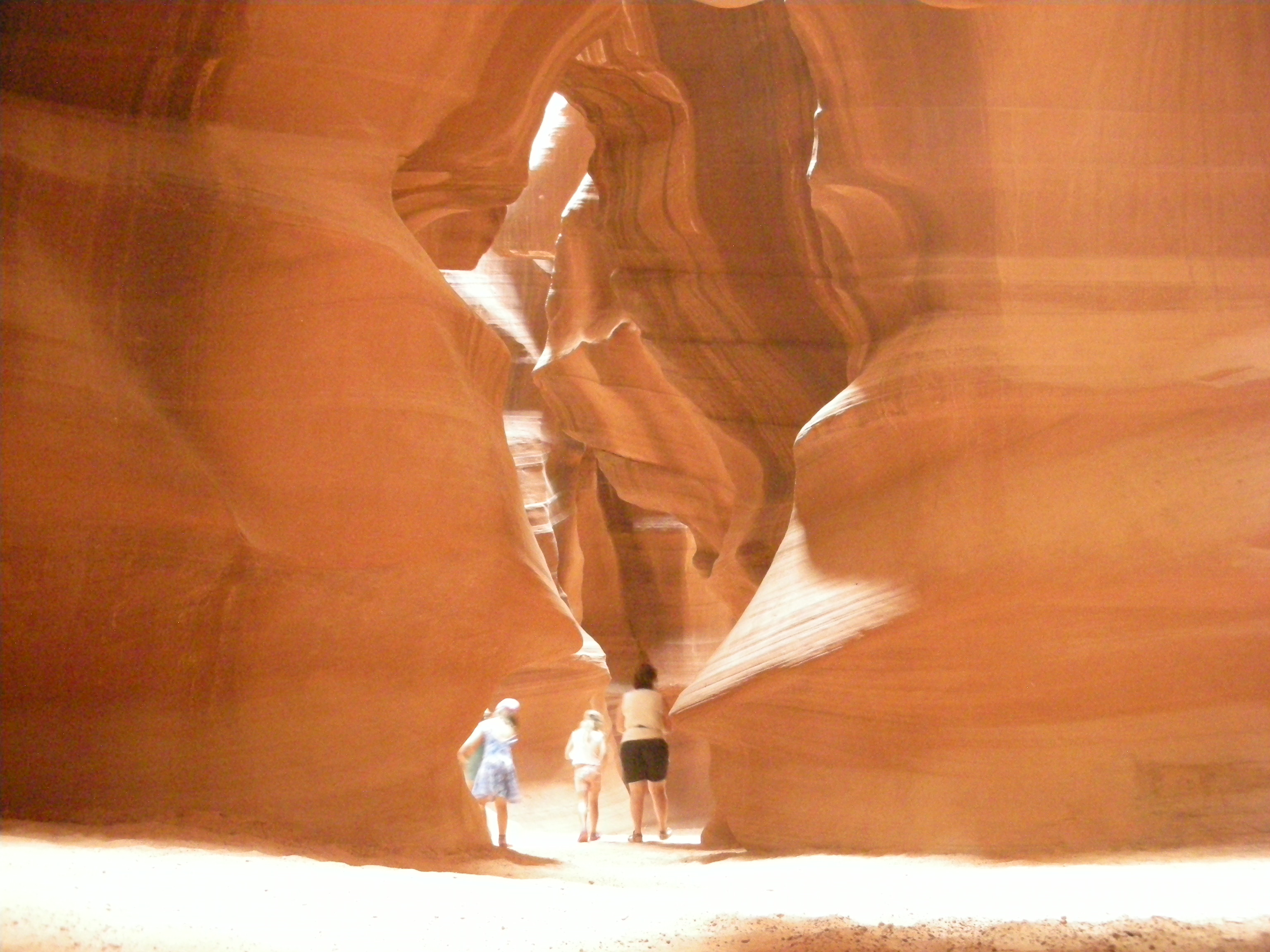
Ingresso dell'Upper Antelope Canyon
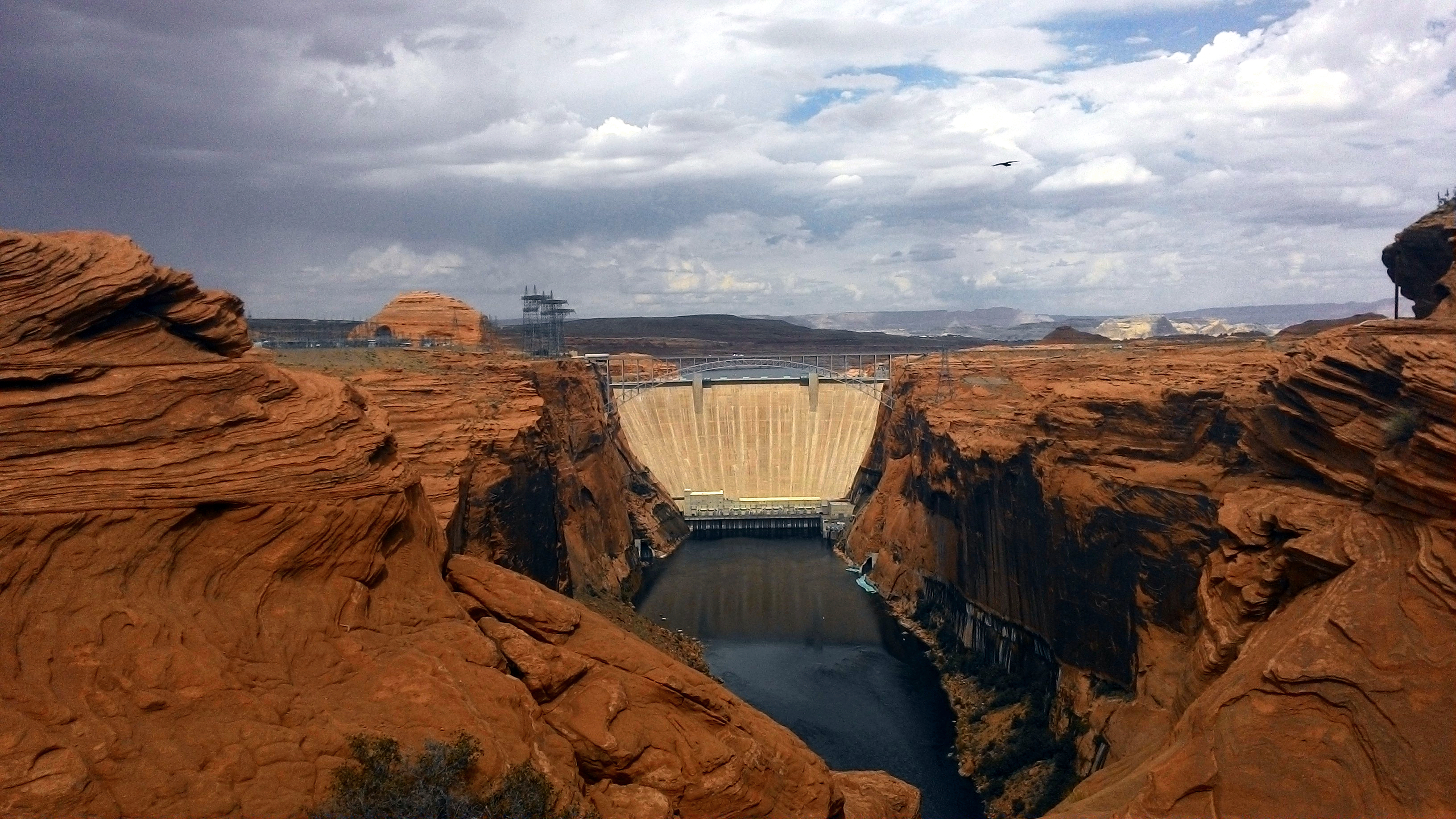
Glen Canyon Dam
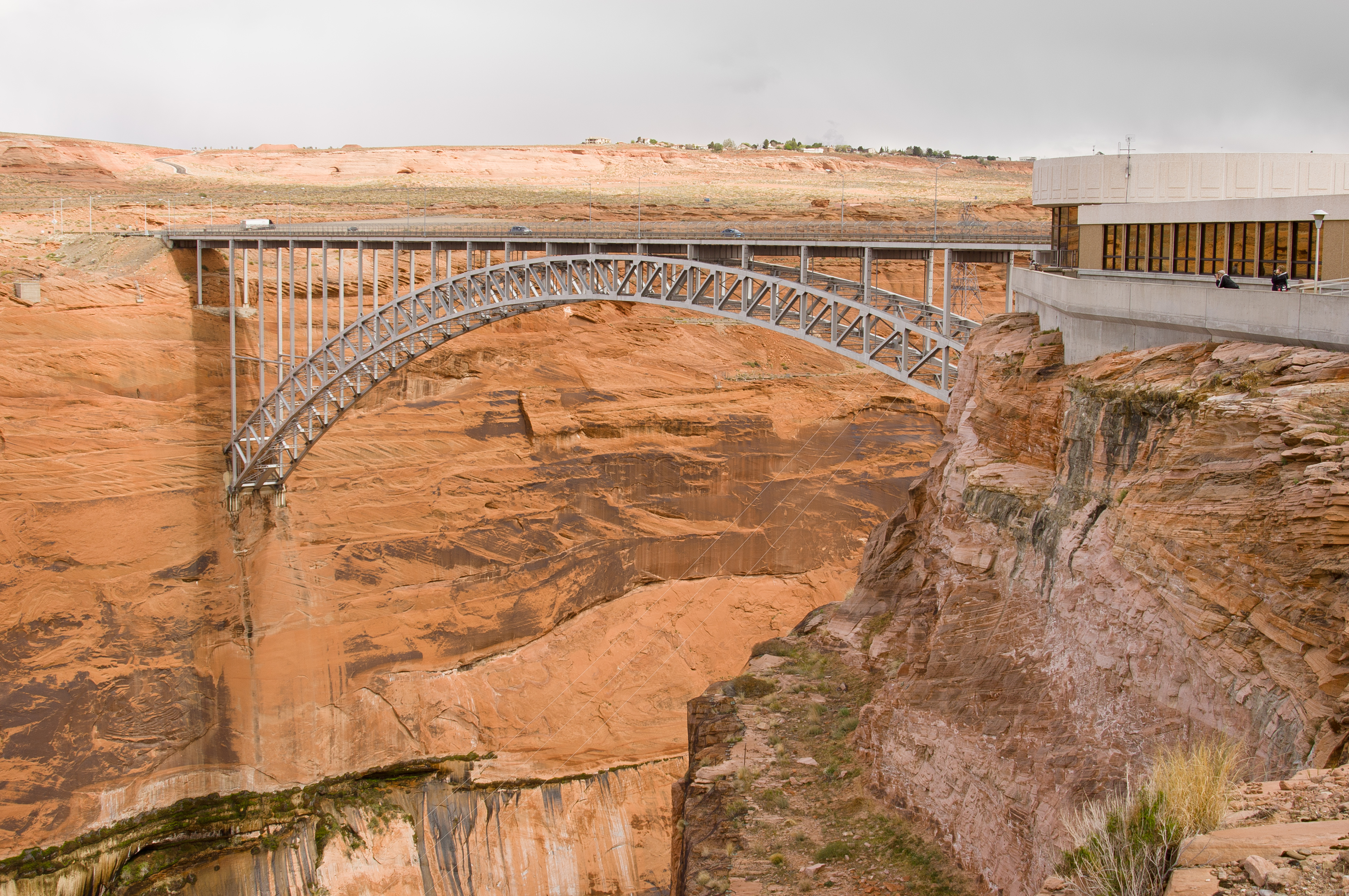
Glen Canyon Bridge
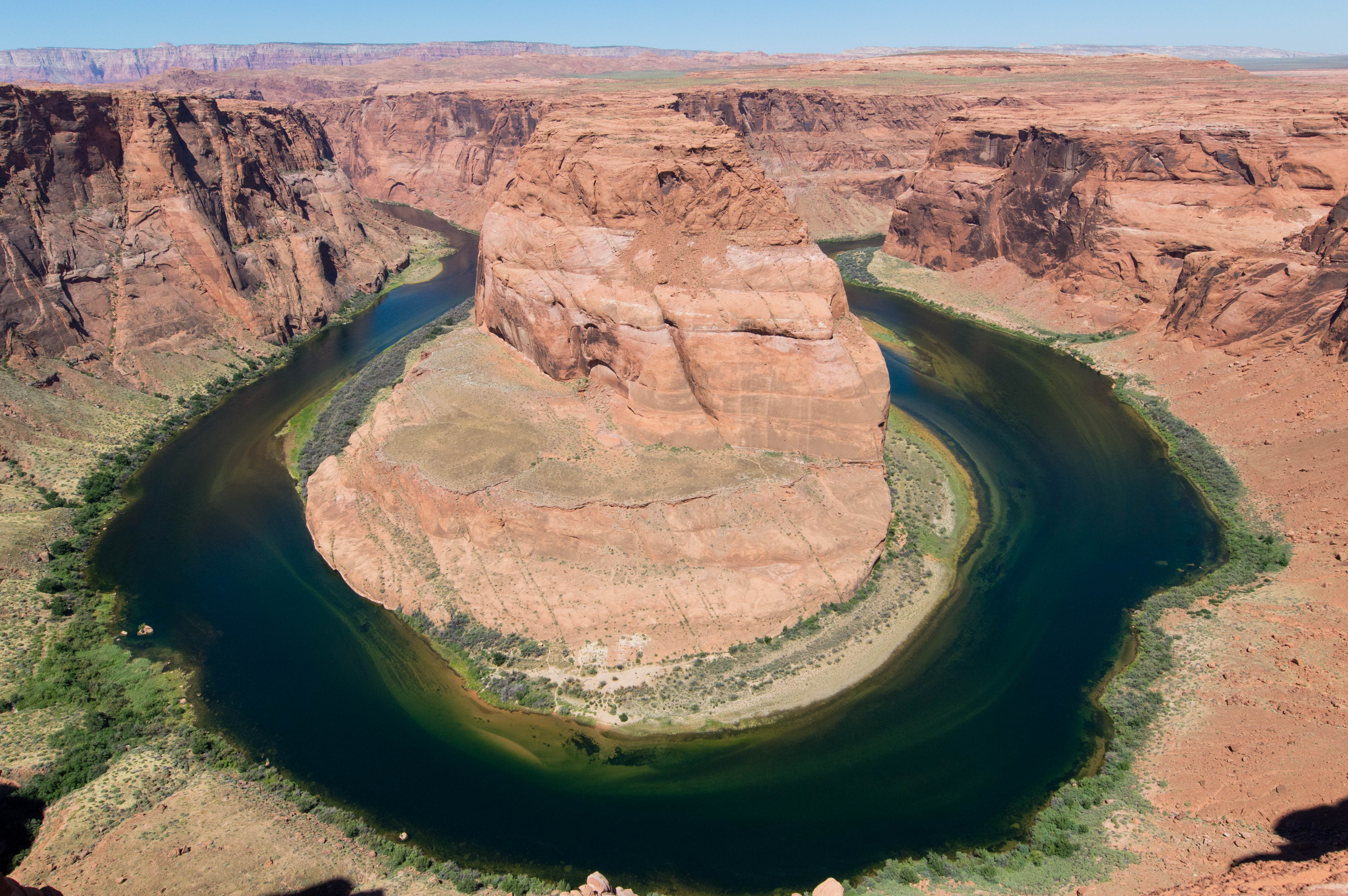
Horseshoe Bend